# Tomasz Szewczuk
Tomasz Szewczuk (ur. 3 grudnia 1978 w Lubinie) – polski piłkarz grający na pozycji pomocnika lub napastnika
Początkowo zawodnik Zagłębia Lubin. 2 kwietnia 1999 roku zadebiutował w jego barwach w I lidze w zremisowanym 2:2 meczu z ŁKS Łódź. Następne grał w Miedzi Legnica, zaś w latach 2001–2003 występował w niemieckim Rot-Weiss Erfurt – jedynego gola strzelił 3 października 2003 w przegranym 1:2 spotkaniu z SC Pfullendorf.
Po powrocie do Polski występował w Miedzi Legnica, Odrze Wodzisław Śl. (31 lipca 2004 roku w jej barwach zdobył swoją pierwszą bramkę w I lidze – strzelił gola w przegranym 1:2 meczu z Amicą Wronki), Koronie Kielce i Lechu Poznań (półroczne wypożyczenie z Korony). W 2006 roku został graczem Śląska Wrocław, z którym w 2008 wywalczył awans do Ekstraklasy, a w 2009 zdobył Puchar Ekstraklasy (w finałowym spotkaniu z Odrą Wodzisław Śl. zagrał w podstawowym składzie). W lutym 2012 roku został wypożyczony do Miedzi Legnica.

## Sukcesy

### Śląsk Wrocław
- Puchar Ekstraklasy: 2009